# Отто Генрих (герцог Пфальц-Зульцбаха)
Отто Генрих Пфальц-Зульцбахский (22 июля 1556, Амберг, Верхний Пфальц — 29 августа 1604, Зульцбах-Розенберг, Верхний Пфальц) — пфальцграф и герцог Зульсбаха в 1569—1604 годах.

## Жизнь
Отто Генрих родился в Амберге в 1556 году и был одним из пяти сыновей Вольфганга, пфальцграфа Цвейбрюккена. После смерти его отца в 1569 году наследственные земли были разделены между Отто Генрихом и его четырьмя братьями. Отто Генрих получил территорию вокруг Зульцбаха-Розенберга. Он умер в Зульцбахе в 1604 году и был похоронен в Лауингене. Поскольку у него не было выживших сыновей, Зульцбах унаследовал его брат Филипп Людвиг, герцог Пфальц-Нейбурга.

## Дети
25 ноября 1582 года Отто Генрих женился на Доротее Марии Вюртембергской (3 сентября 1559 — 23 марта 1639), дочери герцога Кристофа Вюртембергского. У них было 13 детей, 10 из которых умерли в младенчестве.
1. Людвиг (6 января 1584 — 12 марта 1584), умер в младенчестве
2. Анна Елизавета (19 января 1585 — 18 апреля 1585), умерла в младенчестве
3. Георг Фридрих (15 марта 1587 — 25 апреля 1587), умер в младенчестве
4. Доротея София (10 марта 1588 — 24 сентября 1607)
5. Сабина (25 февраля 1589 — 1 сентября 1645), жена (с 1625) барона Георга Вартенберга
6. Отто Георг (9 апреля 1590 — 20 мая 1590), умер в младенчестве
7. Сусанна (6 июня 1591 — 21 февраля 1661), жена (с 1613) Георга Иоганна II, пфальцграфа Лютцельштейна-Гуттенберга
8. Мария Елизавета (5 апреля 1593 — 23 февраля 1594), умерла в младенчестве
9. Анна Сибилла (10 мая 1594 — 10 декабря 1594), умерла в младенчестве
10. Анна София (6 декабря 1595 — 21 апреля 1596), умерла в младенчестве
11. Магдалена София (6 декабря 1595 — 18 февраля 1596), умерла в младенчестве
12. Доротея Урсула (2 сентября 1597 — 25 марта 1598), умерла в младенчестве
13. Фридрих Кристиан (19 января 1600 — 25 марта 1600), умерла в младенчестве